# Complex de Dagger

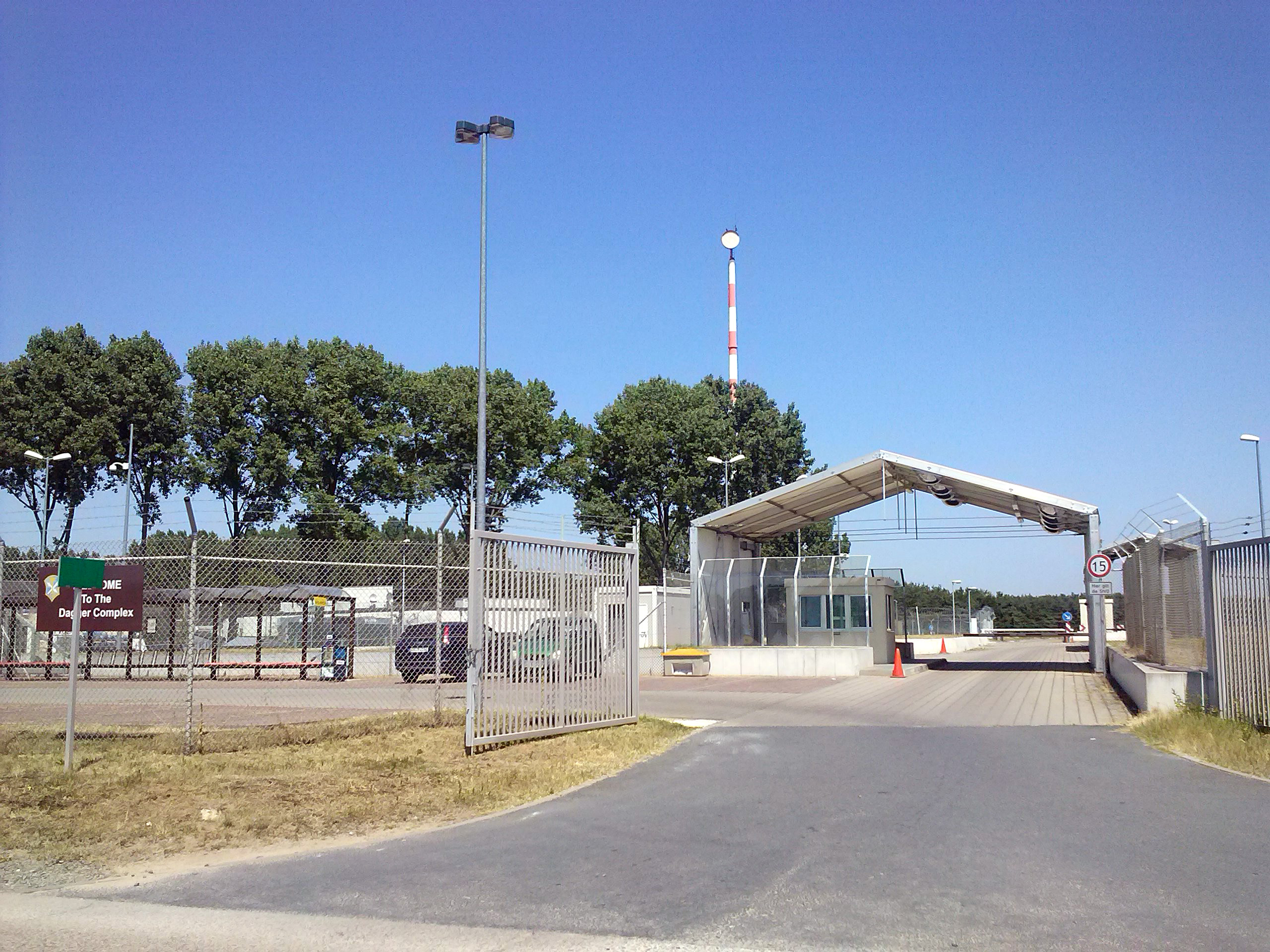
Porta principal

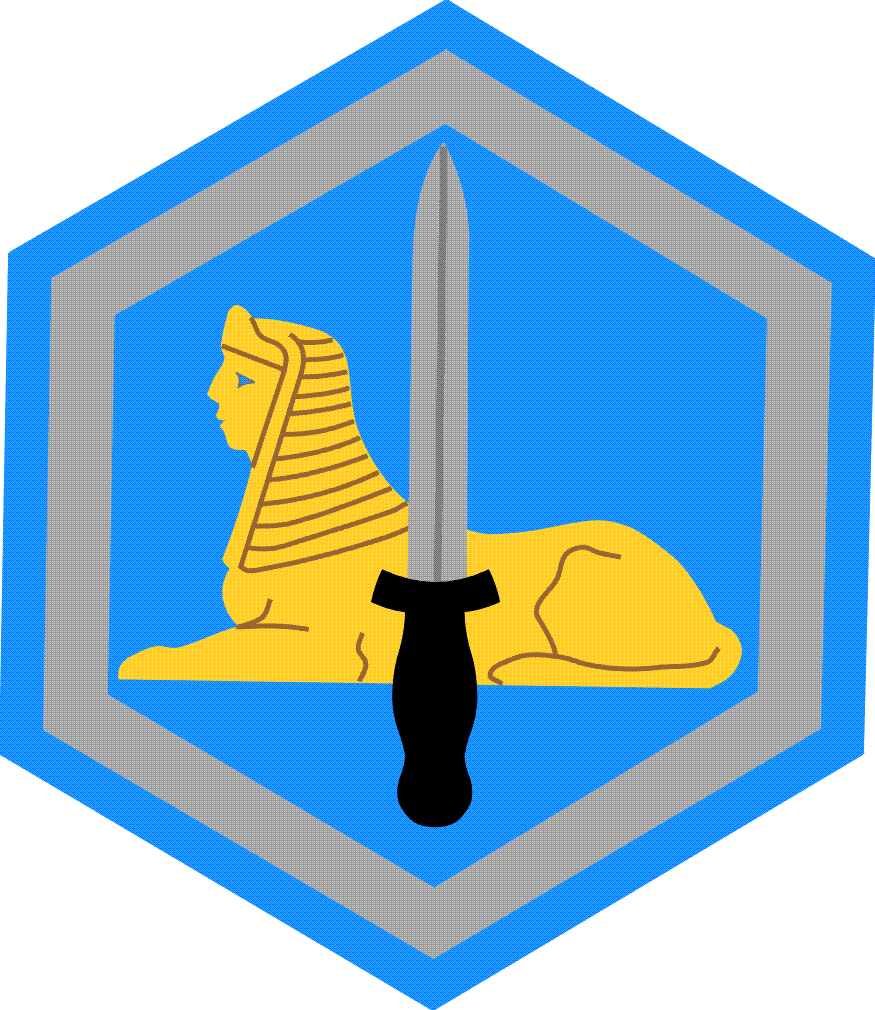
Escut 66 MI Bde

El complex de Dagger és una base militar americana situada a Darmstadt (Alemanya), a prop de Griesheim. Està situat sobre l'Eberstädter Weg, al sud de l'aeròdrom d'August-Euler.
El complex és explotat pel comandament d'informació i seguretat de l'exèrcit estatunidenc (INSCOM) a compte de la Nacional Security Agency (NSA) dels Estats Units d'Amèrica. L'edifici 4373 situat en el complex acull el Centre europeu de criptologia (ECC) de l'NSA, el principal centre de tractament, d'anàlisi i d'informes de Signals Intelligence (SIGINT) a Alemanya.

## Història
L'any 1999, aproximadament 50 persones de l'INSCOM van ser traslladades de l'estació de Bad Aibling a Darmstadt. En col·laboració amb l'INSCOM, la 66a brigada d'informació militar va ser traslladada a Darmstadt fins a l'estiu de 2004.
Una part de la instal·lació va ser traslladada a un centre d'informació a la Lucius D.Clay Kaserne a Wiesbaden-Erbenheim l'any 2015.
L'any 2015, el col·lectiu Peng va organitzar una vaga aèria en el marc del seu programa Intelexit per cridar els empleats a abandonar la seva feina en cas d'angoixa moral o psicològica. Poc temps després, el lloc web de l'associació va ser bloquejat pels ordinadors del complex.